# Josef Jelínek (compositore)
Josef Jelínek o conosciuto come Joseph Gelinek (Sedlec-Prčice, 3 dicembre 1758 – Vienna, 13 aprile 1825) è stato un pianista e compositore ceco, ordinato prete nel 1786.

## Biografia
Studia organo e composizione presso l'Università di Praga. Si distingue subito come musicista virtuoso e viene notato da Mozart in un'esibizione su un tema di una sua opera nel palazzo del conte Philip Kinsky e ne rimane impressionato tanto da suggerire alla famiglia l'assunzione come cappellano, insegnante di pianoforte e precettore della famiglia, dove rimane per quindici anni. In seguito passa al servizio del principe Nikolaus II Esterházy. Compositore prolifico ai suoi tempi ma poco noto attualmente, è conosciuto maggiormente per le amicizie che strinse con la maggior parte dei compositori principali, compreso Haydn e Beethoven.